# Albert Lindner

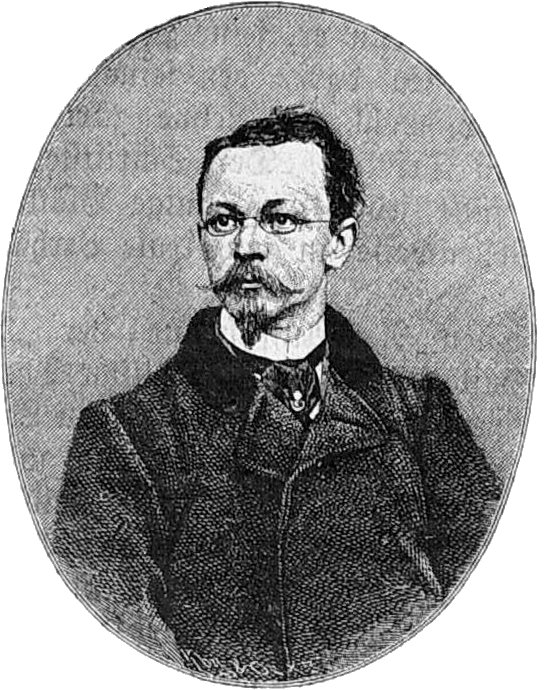
Albert Lindner

Albert Christian Lindner (* 24. April 1831 in Ober-Neusulza im Großherzogtum Sachsen-Weimar-Eisenach; † 4. Februar 1888 in Dalldorf bei Berlin) war ein deutscher Dramatiker. Trotz des an ihn in jungen Jahren verliehenen Schiller-Preises für seine Tragödie Brutus und Collatinus waren die meisten seiner Werke nicht oder nur wenig erfolgreich.

## Leben
Der Sohn eines Salinebergmanns und einer Bäuerin wuchs in bescheidenen Verhältnissen auf, konnte aber das Gymnasium in Weimar besuchen. Nach Wunsch der Eltern sollte er Pfarrer werden, wandte sich an den Universitäten Jena und Berlin jedoch der Philologie und Ästhetik zu. In Jena war er Mitglied des Corps Thuringia. Zunächst ab 1857 als Hauslehrer in Pommern tätig, wurde er 1860 promoviert und arbeitete danach als Lehrer in Prenzlau und Spremberg, bevor er 1864 Gymnasiallehrer in Rudolstadt wurde.
In Rudolstadt beendete er seine in Pommern angefangene Tragödie Brutus und Collatinus, die erst 1866 mit der Vergabe des vom Prinzen Wilhelm von Preußen gestifteten Schiller-Preises größere Aufmerksamkeit errang.
Von seinen schriftstellerischen Tätigkeiten überzeugt, siedelte Lindner, trotz Abratens von Freunden und Familie, einige Zeit später nach Berlin über. Dort allerdings fand er nicht die erhoffte Aufnahme und Anerkennung, und auch seine weiteren Veröffentlichungen waren nicht von Erfolg gekrönt, so dass er als Lehrer mit geringem Lohn seinen Lebensunterhalt sichern musste. Nach fast 7 Jahren heiratete er in dieser Zeit seine Rudolstädter Verlobte.
Lindner erhielt 1872 die Stelle des Bibliothekars des Reichstages, erwies sich dieser jedoch nicht gewachsen. Im Rahmen einer Institutserweiterung wurde ihm nahegelegt, seine Entlassung zum 1. April 1875 zu nehmen.
In den folgenden Jahren litt er unter der Erfolglosigkeit seiner Werke. Aufgrund der äußerst schlechten Einkommenslage der Familie war Lindner zeitweise als Auftragsschreiber und Journalist tätig. Um die Jahreswende 1885/1886 herum wurde bei ihm eine geistige Störung festgestellt, aufgrund derer er wenig später als unheilbar Erkrankter in die Nervenheilanstalt in Dalldorf eingeliefert wurde, wo er 1888 starb. Er wurde auf dem Dreifaltigkeitskirchhof II bestattet, das Grab ist nicht erhalten.
Nach seiner Einlieferung nach Dalldorf und auch nach seinem Tod erfuhren einige seiner Werke einen kurzzeitigen Erfolg.

## Werke (Auszug)
- Dante Alighieri. Mauke, Jena 1855. (Digitalisat)
- Cothurnus Sophocleus. Dissertation. Vogel, Berlin 1860. (Digitalisat)
- William Shakespeare. Ein Schauspiel in der Abtheilungen. Rudolstadt 1864.
- Brutus und Collatinus. Trauerspiel. Georg Reimer, Berlin 1866. (Digitalisat)
- Stauf und Welf. Ein historisches Schauspiel in 5 Aufzügen. Hermann Costenoble, Jena 1867. (Digitalisat)
- Katharina die Zweite. Ein Trauerspiel. Georg Reimer, Berlin 1868. (Digitalisat)
- Das Corps Thuringia. Nebst einem Anhange: Das Herzogthum Lichtenhain. Ein geschichtlicher Versuch. Doebereiner Jena 1870. (Digitalisat)
- Die Bluthochzeit, oder, Die Bartholomäusnacht. 1871. J. J. Weber, Leipzig 1871. (Digitalisat)
- Marino Falieri. Ein Trauerspiel in vier Akten. J. J. Weber, Leipzig 1875. (Digitalisat)
- Waldsegen. Ein Gedicht. Erschienen in: Die Gartenlaube, Heft 17, S. 291 Wikisource: Waldsegen – Quellen und Volltexte